# Lijst van interlands Belgisch voetbalelftal 1960-1979
Deze pagina toont een chronologisch en gedetailleerd overzicht van de interlands die het Belgisch voetbalelftal speelde in de periode 1960 – 1979

## 1960
|                                                                           |            |       |           | |
| 28 februari 1960                                                          | België     | 1 - 0 | Frankrijk | Opstelling België: |
| Vriendschappelijk Heizelstadion, Brussel Scheidsrechter: Gottfried Dienst | Piters 36' |       |           | Seghers; Wauters, Raskin; Mees , Saeys, Jurion; Piters,Delire, Ritzen, Vanden Boer, Letawe Bondscoach: Constant Vanden Stock Debuut: Guy Raskin (Beerschot AC), Charles Saeys (Daring CB), Leon Ritzen (Waterschei SV Thor), Jean-Marie Letawe (FC Luik) |

|                                                                         |                                        |       |              | |
| 27 maart 1960                                                           | België                                 | 3 - 1 | Zwitserland  | Opstelling België: |
| Vriendschappelijk Heizelstadion, Brussel Scheidsrechter: Johannes Malka | Diricx 40' (pen.) Jadot 49' Ritzen 70' |       | 16' Allemann | Seghers; Diricx, Raskin; Mees (17' Bertels), Saeys, Lippens; Piters, Jurion, Ritzen, Van den Berg, Jadot Bondscoach: Constant Vanden Stock Debuut: Eddy Bertels (Antwerp FC) |

|                                                                            |                  |       |             | |
| 13 april 1960                                                              | België           | 1 - 1 | Chili       | Opstelling België: |
| Vriendschappelijk Heizelstadion, Brussel Scheidsrechter: Jacques Devillers | Van den Berg 53' |       | 87' Sanchez | Seghers; Diricx , Raskin; Hanon, Willems, Lippens; Piters, Van den Berg, Ritzen, Jurion, Jadot Bondscoach: Constant Vanden Stock Debuut: Robert Willems (Lierse SK) |

|                                                                       |                       |       |             | |
| 24 april 1960                                                         | België                | 2 - 1 | Nederland   | Opstelling België: |
| Vriendschappelijk Bosuilstadion, Antwerpen Scheidsrechter: John Kelly | Lippens 3' Piters 57' |       | 15' Rijvers | Seghers; Diricx , Raskin; Willems (15' Mees), Saeys, Jurion; Piters, Lippens, Ritzen, Van den Berg, Jadot Bondscoach: Constant Vanden Stock |

|                                                                                          |                                             |       |            | |
| 22 mei 1960                                                                              | Bulgarije                                   | 4 - 1 | België     | Opstelling België: |
| Vriendschappelijk Vasil Levski Nationaal Stadion, Sofia Scheidsrechter: Nikolai Latychev | Kolev 59' (pen.), 64' Yordanov 61' Diev 87' |       | 33' Piters | Seghers; Diricx, Raskin; Mees , Saeys, Jurion; Stockman, Lippens, Delire, Van den Berg, Piters Bondscoach: Constant Vanden Stock |

|                                                                           |            |       |                                                  | |
| 2 oktober 1960                                                            | België     | 1 - 4 | Nederland                                        | Opstelling België: |
| Vriendschappelijk Bosuilstadion, Antwerpen Scheidsrechter: Bobby Davidson | Wegria 54' |       | 43', 89' Groot 51' Van der Kuil 71' (e.d.) Saeys | Seghers; Verbiest, Raskin; Mees , Saeys, Jurion; Piters, Lippens, Wegria, Bertels, Letawe Bondscoach: Constant Vanden Stock Debuut: Laurent Verbiest (RSC Anderlecht) |

|                                                                   |                         |       |        | |
| 19 oktober 1960                                                   | Zweden                  | 2 - 0 | België | Opstelling België: |
| WK-kwalificatie Råsundastadion, Solna Scheidsrechter: Tiny Warton | Börjesson 52' Brodd 74' |       |        | J. Nicolay; Verbiest, Thellin; Hanon, Willems, Lippens ; Jurion, Stockman, Van Himst, Van den Berg, Piters Bondscoach: Constant Vanden Stock Debuut: Paul Van Himst (RSC Anderlecht) |

|                                                                           |                         |       |           | |
| 30 oktober 1960                                                           | België                  | 2 - 1 | Hongarije | Opstelling België: |
| Vriendschappelijk Heizelstadion, Brussel Scheidsrechter: Kurt Tschenscher | Van Himst 10' Hanon 23' |       | 29' Tichy | J. Nicolay; Verbiest, Thellin; Pierre Hanon, Lejeune, Lippens; Jurion , Stockman, Van Himst, Van den Berg, Paeschen Bondscoach: Constant Vanden Stock Debuut: Emile Lejeune (FC Luik) |

|                                                                          |                            |       |                                     | |
| 20 november 1960                                                         | België                     | 2 - 4 | Zwitserland                         | Opstelling België: |
| WK-kwalificatie Heizelstadion, Brussel Scheidsrechter: Friedrich Seipelt | Van Himst 24' Paeschen 83' |       | 22', 48', 79' Antenen 44' Schneiter | J. Nicolay; Verbiest, Mallants; Hanon, Lejeune, Lippens; Piters, Stockman, Jurion , Van Himst, Paeschen Bondscoach: Constant Vanden Stock |

## 1961
|                                                                              |                |       |        | |
| 8 maart 1961                                                                 | West-Duitsland | 1 - 0 | België | Opstelling België: |
| Vriendschappelijk Waldstadion, Frankfurt am Main Scheidsrechter: Josef Gulde | Dörfel 34'     |       |        | Delhasse; Heylens, Thellin; Hanon, Lejeune, Lippens; Goyvaerts, Jurion , Van Himst, Van den Berg, Paeschen Bondscoach: Constant Vanden Stock Debuut: Guy Delhasse (FC Luik), Georges Heylens (RSC Anderlecht) |

|                                                                       |             |       |              | |
| 15 maart 1961                                                         | Frankrijk   | 1 - 1 | België       | Opstelling België: |
| Vriendschappelijk Parc des Princes, Parijs Scheidsrechter: John Kelly | Piantoni 3' |       | 58' Paeschen | Delhasse (46' J. Nicolay); Heylens, Thellin; Hanon, Lejeune, Lippens; Jurion , Goyvaerts, Wegria, Houf, Paeschen Bondscoach: Constant Vanden Stock |

|                                                                  |                                                      |       |                            | |
| 22 maart 1961                                                    | Nederland                                            | 6 - 2 | België                     | Opstelling België: |
| Vriendschappelijk De Kuip, Rotterdam Scheidsrechter: Carol Galba | Kruiver 1', 37' Groot 38', 88' Swart 80' Moulijn 87' |       | 17' Paeschen 30' Van Himst | Delhasse; Heylens, Thellin; Hanon, Lejeune, Lippens; Jurion , Goyvaerts, Van Himst, Houf, Paeschen Bondscoach: Constant Vanden Stock |

|                                                                                       |                  |       |              | |
| 20 mei 1961                                                                           | Zwitserland      | 2 - 1 | België       | Opstelling België: |
| WK-kwalificatie Stade Olympique de La Pontaise, Lausanne Scheidsrechter: Andor Dorogi | Ballaman 8', 16' |       | 83' Claessen | Delhasse; Vliers, Thellin; Hanon, Lejeune 77', Lippens; Semmeling, Goyvaerts, Claessen, Houf , Paeschen, Bondscoach: Constant Vanden Stock Debuut: Léon Semmeling (Standard Luik), Roger Claessen (Standard Luik) |

|                                                                         |        |       |                | |
| 4 oktober 1961                                                          | België | 0 - 2 | Zweden         | Opstelling België: |
| WK-kwalificatie Heizelstadion, Brussel Scheidsrechter: Francisco Guerra |        |       | 69', 77' Brodd | Delhasse; Baré, Raskin; Hanon, Verbiest, Lippens; Croté,Jurion , Claessen, Van Himst, Piters Bondscoach: Constant Vanden Stock Debuut: Yves Baré (FC Luik), Claude Croté (FC Luik) |

|                                                                       |                                         |       |           | |
| 18 oktober 1961                                                       | België                                  | 3 - 0 | Frankrijk | Opstelling België: |
| Vriendschappelijk Heizelstadion, Brussel Scheidsrechter: Kevin Howley | Hanon 18' Van den Berg 60' Claessen 84' |       |           | J. Nicolay; Baré, Verbiest; Hanon, Lejeune, Lippens; Jurion , Van Himst, Claessen, Van den Berg, Paeschen Bondscoach: Constant Vanden Stock |

|                                                                               |           |       |                                                  | |
| 12 november 1961                                                              | Nederland | 0 - 4 | België                                           | Opstelling België: |
| Vriendschappelijk Olympisch Stadion, Amsterdam Scheidsrechter: Bobby Davidson |           |       | 25', 43' Claessen 30' Van den Berg 46' Van Himst | J. Nicolay; Baré, Raskin; Hanon, Storme, Lippens; Jurion , Van Himst, Claessen, Van den Berg, Paeschen Bondscoach: Constant Vanden Stock |

|                                                                    |                                           |       |           | |
| 24 december 1961                                                   | België                                    | 4 - 0 | Bulgarije | Opstelling België: |
| Vriendschappelijk Heizelstadion, Brussel Scheidsrechter: Ken Aston | Stockman 3' Jurion 10' Van Himst 30', 69' |       |           | J. Nicolay; Baré, Raskin; Hanon, Storme, Verbiest; Jurion , Van Himst, Stockman, Van den Berg, Paeschen Bondscoach: Constant Vanden Stock |

## 1962
|                                                                             |                                         |       |                    | |
| 1 april 1962                                                                | België                                  | 3 - 1 | Nederland          | Opstelling België: |
| Vriendschappelijk Bosuilstadion, Antwerpen Scheidsrechter: Giulio Campanati | Jurion 26' (pen.) Van den Berg 33', 80' |       | 37' Van der Linden | J. Nicolay; Baré, Raskin; Hanon, Storme, Verbiest; Jurion , Paul Van Himst, Claessen (20' Stockman), Van den Berg, Paeschen Bondscoach: Constant Vanden Stock |

|                                                                      |               |       |                                  | |
| 13 mei 1962                                                          | België        | 1 - 3 | Italië                           | Opstelling België: |
| Vriendschappelijk Heizelstadion, Brussel Scheidsrechter: Jarl Hansen | Van Himst 52' |       | 22' Menichelli 61', 89' Altafini | J. Nicolay; Baré, Raskin; Hanon, Lejeune, Lippens; Jurion , Van Himst, Claessen, Van den Berg, Paeschen (46' Puis) Bondscoach: Constant Vanden Stock Debuut: Wilfried Puis (RSC Anderlecht) |

|                                                                                    |             |       |                       | |
| 17 mei 1962                                                                        | Portugal    | 1 - 2 | België                | Opstelling België: |
| Vriendschappelijk Estádio José Alvalade, Lissabon Scheidsrechter: Juan Gardeazábal | Eusébio 51' |       | 6' Stockman 9' Jurion | J. Nicolay; Baré, Raskin; Hanon, Lejeune, Lippens; Jurion , Van Himst, Stockman (33' Claessen), Van den Berg, Puis Bondscoach: Constant Vanden Stock |

|                                                                                   |                         |       |        | |
| 23 mei 1962                                                                       | Polen                   | 2 - 0 | België | Opstelling België: |
| Vriendschappelijk Stadion Dziesięciolecia, Warschau Scheidsrechter: Lajos Horváth | Lentner 7' Brychczy 72' |       |        | J. Nicolay; Baré, Raskin; Hanon, Lejeune, Lippens; Jurion , Van Himst, Stockman (42' Ritzen), Van den Berg, Puis Bondscoach: Constant Vanden Stock |

|                                                                                           |                            |       |           | |
| 14 oktober 1962                                                                           | België                     | 0 - 2 | Nederland | Opstelling België: |
| Vriendschappelijk Bosuilstadion, Antwerpen Scheidsrechter: Vicente José Caballero Camacho | Stockman 41' Van Himst 55' |       |           | J. Nicolay; Baré, Spronck, Verbiest, Heylens; Hanon, Jurion ; Semmeling, Van Himst, Stockman, Van den Berg Bondscoach: Constant Vanden Stock Debuut: Lucien Spronck (Standard Luik) |

|                                                                           |                                     |       |                         | |
| 4 november 1962                                                           | Joegoslavië                         | 3 - 2 | België                  | Opstelling België: |
| EK-kwalificatie Partizanstadion, Belgrado Scheidsrechter: Alojz Obtulovič | Skoblar 12', 32' (pen.) Vasović 88' |       | 26' Stockman 58' Jurion | J. Nicolay; Baré, Heylens; Hanon, Spronck, Verbiest; Jurion , Van Himst, Stockman, Van den Berg, Puis Bondscoach: Constant Vanden Stock |

|                                                                      |            |       |             | |
| 2 december 1962                                                      | België     | 1 - 1 | Spanje      | Opstelling België: |
| Vriendschappelijk Heizelstadion, Brussel Scheidsrechter: Marcel Bois | Jurion 50' |       | 31' Guillot | J. Nicolay; Heylens, Verbiest, Lippens, Cornelis; Hanon, Jurion ; Van den Berg, Van Himst, Stockman, Puis Bondscoach: Constant Vanden Stock Debuut: Jean Cornelis (RSC Anderlecht) |

## 1963
|                                                                       |           |       |                  | |
| 3 maart 1963                                                          | Nederland | 0 - 1 | België           | Opstelling België: |
| Vriendschappelijk De Kuip, Rotterdam Scheidsrechter: Kurt Tschenscher |           |       | 15' Van den Berg | J. Nicolay; Heylens, Cornelis; Hanon, Lippens , Verbiest; Stockman, Van den Berg, Van Himst, Deurwaerder, Puis Bondscoach: Constant Vanden Stock Debuut: Robert Deurwaerder (FC Brugge) |

|                                                                                       |        |       |                 | |
| 31 maart 1963                                                                         | België | 0 - 1 | Joegoslavië     | Opstelling België: |
| EK-kwalificatie Heizelstadion, Brussel Scheidsrechter: Vicente José Caballero Camacho |        |       | 20' Milan Galić | J. Nicolay; Heylens, Cornelis; Hanon, Verbiest, Lippens; Stockman, Van den Berg, Van Himst, Jurion , Puis Bondscoach: Constant Vanden Stock |

|                                                                   |                                                       |       |                 | |
| 24 april 1963                                                     | België                                                | 5 - 1 | Brazilië        | Opstelling België: |
| Vriendschappelijk Heizelstadion, Brussel Scheidsrechter: Leo Horn | Stockman 3', 21', 56' Altair 12' (e.d.) Van Himst 13' |       | 41' Quarentinha | J. Nicolay; Vliers, Verbiest, Lippens , Raskin; Hanon, Van den Berg; Semmeling, Van Himst, Stockman, Puis Bondscoach: Constant Vanden Stock |

|                                                                            |            |       |                  | |
| 20 oktober 1963                                                            | Nederland  | 1 - 1 | België           | Opstelling België: |
| Vriendschappelijk Olympisch Stadion, Amsterdam Scheidsrechter: Raoul Righi | Keizer 60' |       | 83' Van den Berg | J. Nicolay; Baré, Verbiest, Lippens, Raskin; Hanon, Van den Berg; Jurion , Stockman, Van Himst, Puis Bondscoach: Constant Vanden Stock |

|                                                                          |          |       |                           | |
| 1 december 1963                                                          | Spanje   | 1 - 2 | België                    | Opstelling België: |
| Vriendschappelijk Estadio Mestalla, Valencia Scheidsrechter: Marcel Bois | Zoco 22' |       | 19' Van den Berg 61' Puis | J. Nicolay; Heylens, Lippens, Raskin, Cornelis; Hanon, Jurion ; Vermeyen, Van Himst, Van den Berg, Puis Bondscoach: Constant Vanden Stock Debuut: Frans Vermeyen (Lierse SK) |

|                                                                        |                 |       |                    | |
| 25 december 1963                                                       | Frankrijk       | 1 - 2 | België             | Opstelling België: |
| Vriendschappelijk Parc des Princes, Parijs Scheidsrechter: Josef Stoll | Masnaghetti 33' |       | 26', 37' Van Himst | J. Nicolay; Heylens, Lippens, Raskin, Cornelis; Hanon, Jurion ; Vermeyen, Van Himst, Van den Berg, Puis Bondscoach: Constant Vanden Stock |

## 1964
|                                                                         |        |       |           | |
| 22 maart 1964                                                           | België | 0 - 0 | Nederland | Opstelling België: |
| Vriendschappelijk Bosuilstadion, Antwerpen Scheidsrechter: Kevin Howley |        |       |           | J. Nicolay; Heylens, Plaskie, Raskin, Cornelis; Hanon, Jurion ; Claessen, Van Himst, Van den Berg, Puis Bondscoach: Constant Vanden Stock Debuut: Jean Plaskie (RSC Anderlecht) |

|                                                                              |                               |       |        | |
| 15 april 1964                                                                | Zwitserland                   | 2 - 0 | België | Opstelling België: |
| Vriendschappelijk Stade des Charmilles, Genève Scheidsrechter: Iginio Rigato | Schindelholz 39' Bertschi 62' |       |        | J. Nicolay; Heylens, Plaskie, Raskin, Cornelis; Hanon, Jurion ; Beyers, Van Himst (30' Claessen), Van den Berg, Van Roosbroeck Bondscoach: Constant Vanden Stock Debuut: Karel Beyers (Antwerp FC), Julien Van Roosbroeck (KFC Diest) |

|                                                                   |                  |       |                         | |
| 3 mei 1964                                                        | België           | 1 - 2 | Portugal                | Opstelling België: |
| Vriendschappelijk Heizelstadion, Brussel Scheidsrechter: Leo Horn | Van den Berg 67' |       | 41' Eusébio 76' Augusto | J. Nicolay; Baré, Plaskie, Verbiest, Raskin; Hanon, Van den Berg; Semmeling, Van Himst, Jurion , Paeschen, Bondscoach: Constant Vanden Stock |

|                                                                              |            |       |           | |
| 30 september 1964                                                            | België     | 1 - 0 | Nederland | Opstelling België: |
| Vriendschappelijk Bosuilstadion, Antwerpen Scheidsrechter: Concetto Lo Bello | Jurion 87' |       |           | Delhasse (46' Trappeniers); Heylens, Verbiest, Plaskie, Cornelis; Hanon, Jurion ; Stockman, Van Himst, De Vrindt, Puis Bondscoach: Constant Vanden Stock Debuut: Jean Trappeniers (RSC Anderlecht), Johan De Vrindt (RSC Anderlecht) |

|                                                                            |                          |       |                            | |
| 21 oktober 1964                                                            | Engeland                 | 2 - 2 | België                     | Opstelling België: |
| Vriendschappelijk Empire Stadium, Londen Scheidsrechter: Concetto Lo Bello | Pickering 32' Hinton 70' |       | 22' Cornelis 42' Van Himst | J. Nicolay; Heylens, Verbiest, Plaskie, Cornelis; Jurion , G. Sulon; Vermeyen, Van den Berg, Van Himst, Puis Bondscoach: Constant Vanden Stock Debuut: Gérard Sulon (FC Luik) |

|                                                                           |                                 |       |           | |
| 2 december 1964                                                           | België                          | 3 - 0 | Frankrijk | Opstelling België: |
| Vriendschappelijk Heizelstadion, Brussel Scheidsrechter: Rudolf Kreitlein | Van Himst 16' Vermeyen 76', 87' |       |           | J. Nicolay; Heylens, Verbiest, Plaskie, Cornelis; G. Sulon, Jurion ; Vermeyen, Van Himst, Van den Berg, Puis Bondscoach: Constant Vanden Stock |

## 1965
|                                                                       |         |       |                              | |
| 24 maart 1965                                                         | Ierland | 0 - 2 | België                       | Opstelling België: |
| Vriendschappelijk Dalymount Park, Dublin Scheidsrechter: Kevin Howley |         |       | 15' (e.d.) McEwoy 60' Jurion | J. Nicolay; Heylens, Willems, A. Sulon, Cornelis; G. Sulon, Jurion ; J. Verheyen, Vermeyen, Van Himst, Puis Bondscoach: Constant Vanden Stock Debuut: Albert Sulon (FC Luik), Jan Verheyen (Beerschot AC) |

|                                                                         |        |       |       | |
| 7 april 1965                                                            | België | 0 - 0 | Polen | Opstelling België: |
| Vriendschappelijk Heizelstadion, Brussel Scheidsrechter: Bobby Davidson |        |       |       | J. Nicolay; Heylens, A. Sulon (43' Verbiest), Plaskie, Cornelis; G. Sulon, Jurion ; J. Verheyen, Van Himst, Claessen,Puis Bondscoach: Constant Vanden Stock |

|                                                                      |                   |       |        | |
| 9 mei 1965                                                           | België            | 1 - 0 | Israël | Opstelling België: |
| WK-kwalificatie Heizelstadion, Brussel Scheidsrechter: Einer Poulsen | Jurion 23' (pen.) |       |        | J. Nicolay; Heylens, Baré, A. Sulon, Plaskie; G. Sulon, Jurion ; Vermeyen, Stockman, Van Himst, Puis Bondscoach: Constant Vanden Stock |

|                                                                                 |                                           |       |        | |
| 2 juni 1965                                                                     | Brazilië                                  | 5 - 0 | België | Opstelling België: |
| Vriendschappelijk Maracanã, Rio de Janeiro Scheidsrechter: Alberto Tejada Burga | Pelé 49', 64', 70' Flávio 75' Rinaldo 80' |       |        | J. Nicolay ; Heylens, Baré, A. Sulon, Plaskie; Hanon, G. Sulon; Semmeling, Stockman, Claessen, Vanden Boer Bondscoach: Constant Vanden Stock |

|                                                                          |                                |       |        | |
| 26 september 1965                                                        | Bulgarije                      | 3 - 0 | België | Opstelling België: |
| WK-kwalificatie Slavia Stadion, Sofia Scheidsrechter: Konstantin Zečević | Kotkov 30', 60' Asparukhov 34' |       |        | Delhasse; Heylens, Verbiest, Plaskie, Cornelis; Hanon, Jurion ; Semmeling, Van den Berg, Van Himst, Puis Bondscoach: Constant Vanden Stock |

|                                                                           |                                               |       |           | |
| 27 oktober 1965                                                           | België                                        | 5 - 0 | Bulgarije | Opstelling België: |
| WK-kwalificatie Stade Emile Versé, Anderlecht Scheidsrechter: Marcel Bois | Van Himst 18', 55' Thio 75', 80' Stockman 89' |       |           | Trappeniers; Heylens, Verbiest, Plaskie, Baré; Michiels, Jurion ; Thio, Stockman, Van Himst, Puis Bondscoach: Constant Vanden Stock Debuut: Albert Michiels (Beerschot AC), Johny Thio (FC Brugge) |

|                                                                               |        |       |                                           | |
| 10 november 1965                                                              | Israël | 0 - 5 | België                                    | Opstelling België: |
| WK-kwalificatie Ramat Ganstadion, Ramat Gan Scheidsrechter: Antonio Sbardella |        |       | 24', 33', 70' Van Himst 29' Thio 48' Puis | J. Nicolay; Heylens, Plaskie, Weyn, Baré; Michiels, Jurion ; Thio, Stockman, Van Himst, Puis Bondscoach: Constant Vanden Stock Debuut: Robert Weyn (Beerschot AC) |

|                                                                             |                      |       |                     | |
| 29 december 1965                                                            | België               | 1 - 2 | Bulgarije           | Opstelling België: |
| WK-kwalificatie Olympisch Stadion, Turijn Scheidsrechter: Antonio Sbardella | Gaganelov 75' (e.d.) |       | 20', 21' Asparukhov | J. Nicolay; Heylens, Verbiest, Plaskie, Baré; Michiels, Jurion ; Thio, Stockman, Van Himst, Puis Bondscoach: Constant Vanden Stock |

## 1966
|                                                                   |                                          |       |             | |
| 17 april 1966                                                     | Nederland                                | 3 - 1 | België      | Opstelling België: |
| Vriendschappelijk De Kuip, Rotterdam Scheidsrechter: James Finney | Van der Kuijlen 9' Keizer 30' Muller 61' |       | 77' Spronck | Trappeniers; Heylens, Spronck, Plaskie, Baré; Michiels, Jurion ; Thio, J. Verheyen, Van Himst, Puis Bondscoach: Constant Vanden Stock |

|                                                                                    |           |       |                               | |
| 20 april 1966                                                                      | Frankrijk | 0 - 3 | België                        | Opstelling België: |
| Vriendschappelijk Parc des Princes, Parijs Scheidsrechter: Daniel Zariquiegui Izco |           |       | 20' Lambert Stockman 90' Thio | J. Nicolay; Heylens, Plaskie, Lemoine, Baré; Hanon , Vanden Boer; Thio, Lambert (46' Stockman), Van Himst, Puis Bondscoach: Constant Vanden Stock Debuut: Raoul Lambert (FC Brugge), Marcel Lemoine (Sint-Truidense VV) |

|                                                                        |        |       |                   | |
| 22 mei 1966                                                            | België | 0 - 1 | Sovjet-Unie       | Opstelling België: |
| Vriendschappelijk Heizelstadion, Brussel Scheidsrechter: Bill Clements |        |       | 11' Serebrianikov | Trappeniers; Heylens, Plaskie, Lemoine, Cornelis; Hanon , Vanden Boer;Thio (46' J. Verheyen), Stockman, Van Himst, Puis Bondscoach: Constant Vanden Stock |

|                                                              |                              |       |                              | |
| 25 mei 1966                                                  | België                       | 2 - 3 | Ierland                      | Opstelling België: |
| Vriendschappelijk Sclessin, Luik Scheidsrechter: Marcel Bois | Van Himst 4' Vanden Boer 24' |       | 19', 48' Cantwell 68' Fullam | Trappeniers; Heylens, Plaskie, Lemoine, Cornelis; Jurion , Vanden Boer; Semmeling, Stockman, Van Himst, Puis Bondscoach: Constant Vanden Stock |

|                                                                     |             |       |             | |
| 22 oktober 1966                                                     | België      | 1 - 0 | Zwitserland | Opstelling België: |
| Vriendschappelijk De Klokke, Brugge Scheidsrechter: Pierre Schwinte | Claessen 4' |       |             | J. Nicolay; Heylens, Hanon, Plaskie, Baré; Van Moer, Jurion ; Semmeling, Claessen, Stockman, Thio Bondscoach: Constant Vanden Stock Debuut: Wilfried Van Moer (Antwerp FC) |

|                                                                    |                    |       |           | |
| 11 november 1966                                                   | België             | 2 - 1 | Frankrijk | Opstelling België: |
| EK-kwalificatie Heizelstadion, Brussel Scheidsrechter: Jack Taylor | Van Himst 51', 54' |       | 67' Lech  | J. Nicolay; Heylens, Hanon, Plaskie, Baré; Van Moer, Jurion ; Thio, Lambert, Van Himst, Puis Bondscoach: Constant Vanden Stock |

## 1967
|                                                                        |           |       |                                           | |
| 19 maart 1967                                                          | Luxemburg | 0 - 5 | België                                    | Opstelling België: |
| EK-kwalificatie Stade Municipal, Luxemburg Scheidsrechter: Karl Göppel |           |       | 20', 36' Van Himst 29', 60', 73' Stockman | J. Nicolay; Heylens, Hanon, Plaskie, Bohez; Van Moer, Jurion ; Thio, Stockman, Van Himst, Puis Bondscoach: Constant Vanden Stock Debuut: Florent Bohez (Antwerp FC) |

|                                                                                 |          |       |           | |
| 16 april 1967                                                                   | België   | 1 - 0 | Nederland | Opstelling België: |
| Vriendschappelijk Bosuilstadion, Antwerpen Scheidsrechter: Hans-Joachim Weyland | Puis 19' |       |           | Boone; Heylens, Hanon, A. Sulon, Bohez; Bettens, Jurion ; Thio, Stockman, Van Himst, Puis Bondscoach: Constant Vanden Stock Debuut: Fernand Boone (FC Brugge), Prudent Bettens (KSV Waregem) |

|                                                                    |                                 |       |          | |
| 21 mei 1967                                                        | Polen                           | 3 - 1 | België   | Opstelling België: |
| EK-kwalificatie Śląskistadion, Chorzów Scheidsrechter: Toimi Olkku | Lubański 28', 41' Szołtysik 72' |       | 52' Puis | J. Nicolay; Heylens, A. Sulon, Plaskie, Bohez; Bettens, Van Moer; Jurion , Stockman, Van Himst, Puis Bondscoach: Constant Vanden Stock |

|                                                                         |                    |       |                                      | |
| 8 oktober 1967                                                          | België             | 2 - 4 | Polen                                | Opstelling België: |
| EK-kwalificatie Heizelstadion, Brussel Scheidsrechter: Juan Gardeazábal | De Vrindt 15', 35' |       | 26', 52', 70' Żmijewski 45' Brychczy | J. Nicolay; Heylens, Hanon , Plaskie, Baré; Van den Berg, Thio; Haagdoren, De Vrindt, Van Himst, Puis Bondscoach: Constant Vanden Stock Debuut: Alfons Haagdoren (Racing White) |

|                                                                                  |            |       |              | |
| 28 oktober 1967                                                                  | Frankrijk  | 1 - 1 | België       | Opstelling België: |
| EK-kwalificatie Stade Marcel Saupin, Nantes Scheidsrechter: Francesco Francescon | Herbin 84' |       | 37' Claessen | Boone; Heylens, Stassart, Plaskie, Cornelis; Hanon , Dewalque; De Vrindt, Claessen, Lambert, Puis Bondscoach: Constant Vanden Stock Debuut: André Stassart (Racing White), Nico Dewalque (Standard Luik) |

|                                                                   |                            |       |           | |
| 22 november 1967                                                  | België                     | 3 - 0 | Luxemburg | Opstelling België: |
| EK-kwalificatie De Klokke, Brugge Scheidsrechter: William O' Neil | Thio 62', 77' Claessen 55' |       |           | Boone; Heylens, Peeters, Plaskie, Cornelis; Dockx, Hanon ; Thio, Claessen, De Vrindt, Van Himst Bondscoach: Constant Vanden Stock Debuut: Fons Peeters (ROC de Charleroi), Jean Dockx (Racing White) |

## 1968
|                                                                               |        |       |                        | |
| 10 januari 1968                                                               | Israël | 0 - 2 | België                 | Opstelling België: |
| Vriendschappelijk Bloomfieldstadion, Tel Aviv Scheidsrechter: Rudolf Scheurer |        |       | 11' De Vrindt 36' Puis | Boone; Heylens , Plaskie, Peeters, Thissen; Van Moer, Dewalque; Thio, De Vrindt, Claessen, Puis Bondscoach: Constant Vanden Stock Debuut: Jean Thissen (Standard Luik) |

|                                                                          |               |       |                            | |
| 6 maart 1968                                                             | België        | 1 - 3 | West-Duitsland             | Opstelling België: |
| Vriendschappelijk Heizelstadion, Brussel Scheidsrechter: Rudolf Scheurer | De Vrindt 79' |       | 3', 21' Volkert 24' Launen | Boone; Heylens, Plaskie, Stassart (46' Hanon), Cornelis; Van Moer, Dewalque; Thio, De Vrindt, Van Himst , Puis Bondscoach: Constant Vanden Stock |

|                                                                               |              |       |                             | |
| 7 april 1968                                                                  | Nederland    | 1 - 2 | België                      | Opstelling België: |
| Vriendschappelijk Olympisch Stadion, Amsterdam Scheidsrechter: John Patterson | Klijnjan 44' |       | 10' Polleunis 59' De Vrindt | Boone; Heylens, Dewalque, Jeck, Plaskie, Thissen; Polleunis, Dockx; Claessen, Van Himst , De Vrindt Bondscoach: Constant Vanden Stock Debuut: Léon Jeck (Standard Luik), Odilon Polleunis (Sint-Truidense VV) |

|                                                                           |             |       |        | |
| 24 april 1968                                                             | Sovjet-Unie | 1 - 0 | België | Opstelling België: |
| Vriendschappelijk Leninstadion, Moskou Scheidsrechter: Milivoje Gugulović | Sabo 90'    |       |        | Boone; Heylens , Beurlet, Plaskie, Dockx, Thissen; Polleunis, Van Moer; J. Verheyen, Claessen, De Vrindt Bondscoach: Constant Vanden Stock Debuut: Jacques Beurlet (Standard Luik) |

|                                                                          |           |       |                             | |
| 19 juni 1968                                                             | Finland   | 1 - 2 | België                      | Opstelling België: |
| WK-kwalificatie Olympisch Stadion, Helsinki Scheidsrechter: Anvar Zverev | Flink 15' |       | 85' De Vrindt 89' Polleunis | Trappeniers; Heylens, Beurlet, Plaskie, Thissen; Dockx, Dewalque; Polleunis, Ritzen (65' Semmeling), Van Himst , De Vrindt Bondscoach: Raymond Goethals |

|                                                                          |                                                            |       |                     | |
| 9 oktober 1968                                                           | België                                                     | 6 - 1 | Finland             | Opstelling België: |
| WK-kwalificatie Regenboogstadion, Waregem Scheidsrechter: János Biróczky | Puis 17' (pen.), 76' Polleunis 29', 39', 63' Semmeling 47' |       | 82' (pen.) Lindholm | Boone; Heylens, Dewalque (75' Dockx), Peeters, Thissen; Van Moer, Bettens; Semmeling, Polleunis, Van Himst, Puis Bondscoach: Raymond Goethals |

|                                                                             |                                  |       |                             | |
| 16 oktober 1968                                                             | België                           | 3 - 0 | Joegoslavië                 | Opstelling België: |
| WK-kwalificatie Stade Emile Versé, Anderlecht Scheidsrechter: Josef Krňávek | De Vrindt 35', 73' Polleunis 84' |       | 85' De Vrindt 89' Polleunis | Trappeniers; Heylens 32', Dewalque, Peeters, Thissen; Van Moer, Polleunis; Semmeling, De Vrindt, Van Himst , Puis Bondscoach: Raymond Goethals |

|                                                                                    |            |       |               | |
| 11 december 1968                                                                   | Spanje     | 1 - 1 | België        | Opstelling België: |
| WK-kwalificatie Estadio Santiago Bernabéu, Madrid Scheidsrechter: Heliodoro Garcia | Gárate 76' |       | 39' De Vrindt | Trappeniers; Jeck, Hanon 75', Dewalque, Thissen; Van Moer, Dockx; Semmeling, De Vrindt, Polleunis, J. Verheyen Bondscoach: Raymond Goethals |

## 1969
|                                                              |                    |       |            | |
| 23 februari 1969                                             | België             | 2 - 1 | Spanje     | Opstelling België: |
| WK-kwalificatie Sclessin, Luik Scheidsrechter: Tage Sørensen | De Vrindt 32', 76' |       | 77' Asensi | Trappeniers; Heylens, Jeck, Dewalque, Thissen; Van Moer (47' Dockx), Polleunis; Semmeling, De Vrindt, Van Himst , Puis Bondscoach: Raymond Goethals |

|                                                                        |                        |       |        | |
| 16 april 1969                                                          | België                 | 2 - 0 | Mexico | Opstelling België: |
| Vriendschappelijk Heizelstadion, Brussel Scheidsrechter: Robert Héliès | Puis 42' Van Himst 72' |       |        | Trappeniers; Heylens, Jeck, Dewalque, Thissen; Van Moer (46' Dockx), Polleunis; Semmeling (70' J. Verheyen), De Vrindt, Van Himst , Puis Bondscoach: Raymond Goethals |

|                                                                           |                                        |       |        | |
| 19 oktober 1969                                                           | Joegoslavië                            | 4 - 0 | België | Opstelling België: |
| WK-kwalificatie Gradski Stadion, Skopje Scheidsrechter: Brunon Pietrowicz | Belin 2' Spasovski 31', 33' Džajić 51' |       |        | Piot; Heylens, Beurlet, Jeck, Thissen; Van Moer (46' J. Verheyen), Hanon; Polleunis, Van Himst , Lambert, Puis Bondscoach: Raymond Goethals Debuut: Christian Piot (Standard Luik) |

|                                                                             |           |       |        | |
| 5 november 1969                                                             | Mexico    | 1 - 0 | België | Opstelling België: |
| Vriendschappelijk Aztekenstadion, Mexico-Stad Scheidsrechter: Mario Canessa | Onofre 1' |       |        | Piot; Heylens , Dewalque, Jeck, Thissen; Van Moer, Dockx; J. Verheyen, Polleunis, Van Puymbroeck, J. Janssens (46' Depireux) Bondscoach: Raymond Goethals Debuut: Julien Van Puymbroeck (Beerschot VAV), Jean Janssens (KSK Beveren), Henri Depireux (Standard Luik) |

## 1970
|                                                                                   |           |       |                         | |
| 25 februari 1970                                                                  | België    | 1 - 3 | Engeland                | Opstelling België: |
| Vriendschappelijk Stade Emile Versé, Anderlecht Scheidsrechter: Antonio Sbardella | Dockx 58' |       | 27', 61' Ball 55' Hurst | Trappeniers; Heylens, Dewalque, Jeck, Thissen; Van Moer, Dockx; Polleunis (75' J. Verheyen), Semmeling, De Vrindt, Van Himst Bondscoach: Raymond Goethals |

|                                                                      |             |       |                               | |
| 3 juni 1970                                                          | El Salvador | 0 - 3 | België                        | Opstelling België: |
| WK 1970 Aztekenstadion, Mexico-Stad Scheidsrechter: Andrei Radulescu |             |       | 13', 55' Van Moer 80' Lambert | Piot; Heylens, Dewalque, Dockx, Thissen; Van Moer, Puis; Semmeling, De Vrindt, Van Himst , Lambert (81' Polleunis) Bondscoach: Raymond Goethals |

|                                                                     |             |       |                                                 | |
| 6 juni 1970                                                         | België      | 1 - 4 | Sovjet-Unie                                     | Opstelling België: |
| WK 1970 Aztekenstadion, Mexico-Stad Scheidsrechter: Rudolf Scheurer | Lambert 85' |       | 14', 63' Bishovets 55' Asatiani 75' Chmelnitski | Piot; Heylens, Dewalque, Jeck, Thissen; Van Moer, Dockx; Semmeling, Van Himst , Lambert, Puis Bondscoach: Raymond Goethals |

|                                                                    |          |       |        | |
| 11 juni 1970                                                       | Mexico   | 1 - 0 | België | Opstelling België: |
| WK 1970 Aztekenstadion, Mexico-Stad Scheidsrechter: Ángel Coerezza | Peña 15' |       |        | Piot; Heylens, Dewalque, Jeck, Thissen 28'; Van Moer, Dockx; Semmeling, Van Himst , Polleunis 60' (66' De Vrindt), Puis Bondscoach: Raymond Goethals |

|                                                                           |              |       |                  | |
| 15 november 1970                                                          | België       | 1 - 2 | Frankrijk        | Opstelling België: |
| Vriendschappelijk Heizelstadion, Brussel Scheidsrechter: Kurt Tschenscher | Van Moer 73' |       | 50', 77' Molitor | Piot; Bastijns, Dewalque, Jeck, Thissen; Van Moer, Vandendaele, Dockx; Semmeling (46' Thio), Carteus, Teugels Bondscoach: Raymond Goethals Debuut: Fons Bastijns (FC Brugge), Erwin Vandendaele (FC Brugge), Pierre Carteus (FC Brugge), Jacques Teugels (Racing White) |

|                                                             |                    |       |            | |
| 25 november 1970                                            | België             | 2 - 0 | Denemarken | Opstelling België: |
| EK-kwalificatie De Klokke, Brugge Scheidsrechter: Carpenter | De Vrindt 18', 35' |       |            | Piot; Heylens , Dewalque, Jeck, Thissen; Van Moer (70' J. Verheyen), Vandendaele, Carteus; Thio, De Vrindt, Lambert Bondscoach: Raymond Goethals |

## 1971
|                                                                  |                                               |       |           | |
| 3 februari 1971                                                  | België                                        | 3 - 0 | Schotland | Opstelling België: |
| EK-kwalificatie Sclessin, Luik Scheidsrechter: Antonio Sbardella | McKinnon 34' (e.d.) Van Himst 55', 83' (pen.) |       |           | Piot; Heylens, Dewalque, Plaskie, Thissen; Van Moer, Vandendaele, Depireux 70'; Semmeling, De Nul, Van Himst Bondscoach: Raymond Goethals Debuut: André De Nul (Lierse SK) |

|                                                                                  |                                    |       |          | |
| 17 februari 1971                                                                 | België                             | 3 - 0 | Portugal | Opstelling België: |
| EK-kwalificatie Stade Emile Versé, Anderlecht Scheidsrechter: Gaspar Pintado Viu | Lambert 15', 63' (pen.) De Nul 75' |       |          | Piot; Heylens, Dewalque, Plaskie, Thissen; Van Moer, Vandendaele, Semmeling (76' Thio); Lambert, Van Himst , De Nul Bondscoach: Raymond Goethals |

|                                                                                |           |       |                                                           | |
| 20 mei 1971                                                                    | Luxemburg | 0 - 4 | België                                                    | Opstelling België: |
| Vriendschappelijk Stade Municipal, Luxemburg Scheidsrechter: Ferdinand Biwersi |           |       | 9' De Nul 31' (pen.) Van Himst 70' Semmeling 84' Van Moer | Piot; Heylens, Vandendaele, Plaskie, Thissen; Van Moer, Dockx (42' J. Verheyen), Semmeling; Van Himst , De Nul, Puis Bondscoach: Raymond Goethals |

|                                                                             |            |       |                    | |
| 26 mei 1971                                                                 | Denemarken | 1 - 2 | België             | Opstelling België: |
| EK-kwalificatie Idrætsparken, Kopenhagen Scheidsrechter: Gaspar Pintado Viu | Bjerre 76' |       | 65', 75' De Vrindt | Piot; Heylens, Vandendaele, Plaskie, Thissen; Dockx, J. Verheyen, Semmeling; Van Himst , De Vrindt, Puis Bondscoach: Raymond Goethals |

|                                                                            |                 |       |           | |
| 7 november 1971                                                            | België          | 1 - 0 | Luxemburg | Opstelling België: |
| Vriendschappelijk Stade du Panorama, Verviers Scheidsrechter: Robert Wurtz | Vandendaele 62' |       |           | Piot; Heylens, Dewalque, Vandendaele, Dolmans; Van Moer (60' Polleunis), Dockx (46' Stassart), Semmeling; Van Himst (78' Martens), Lambert, Puis Bondscoach: Raymond Goethals Debuut: Léon Dolmans (Standard Luik), Maurice Martens (Racing White) |

|                                                                           |           |       |        | |
| 10 november 1971                                                          | Schotland | 1 - 0 | België | Opstelling België: |
| EK-kwalificatie Pittodrie Stadium, Aberdeen Scheidsrechter: Johan Boström | O'Hare 5' |       |        | Piot; Heylens, Dewalque, Stassart, Dolmans; Van Moer (57' Martens), Vandendaele, Semmeling; Van Himst , De Vrindt, Puis (69' Lambert) Bondscoach: Raymond Goethals |

|                                                                        |                  |       |             | |
| 21 november 1971                                                       | Portugal         | 1 - 1 | België      | Opstelling België: |
| EK-kwalificatie Estádio da Luz, Lissabon Scheidsrechter: Kenneth Burns | Peres 90' (pen.) |       | 60' Lambert | Piot; Heylens, Dewalque 38', Stassart, Dolmans 9'; Dockx, Vandendaele, Martens (69' Puis); Léon Semmeling, Lambert, Van Himst Bondscoach: Raymond Goethals |

## 1972
|                                                                |        |       |        | |
| 29 april 1972                                                  | Italië | 0 - 0 | België | Opstelling België: |
| EK-kwalificatie San Siro, Milaan Scheidsrechter: Petar Nikolov |        |       |        | Piot; Heylens, Vandendaele, Thissen, Martens (49' Dolmans); Van Moer 64', Dockx, J. Verheyen; Semmeling, Van Himst , Lambert Bondscoach: Raymond Goethals |

|                                                                             |                            |       |                 | |
| 13 mei 1972                                                                 | België                     | 2 - 1 | Italië          | Opstelling België: |
| EK-kwalificatie Stade Emile Versé, Anderlecht Scheidsrechter: Paul Schiller | Van Moer 23' Van Himst 71' |       | 86' (pen.) Riva | Piot 71'; Heylens, Thissen, Vandendaele Dolmans; Van Moer (46' Polleunis), Dockx, J. Verheyen; Semmeling, Van Himst , Lambert Bondscoach: Raymond Goethals |

|                                                              |                                                        |       |         | |
| 18 mei 1972                                                  | België                                                 | 4 - 0 | IJsland | Opstelling België: |
| WK-kwalificatie Sclessin, Luik Scheidsrechter: Kaj Rasmussen | Van Himst 12' Polleunis 34', 57' Gunnarsson 89' (e.d.) |       |         | Piot; Heylens, Vandendaele, Thissen, Dolmans; Polleunis, Dockx, J. Verheyen; Semmeling, Lambert (46' Jacques Teugels), Van Himst Bondscoach: Raymond Goethals |

|                                                                 |                                                          |       |         | |
| 22 mei 1972                                                     | België                                                   | 4 - 0 | IJsland | Opstelling België: |
| WK-kwalificatie De Klokke, Brugge Scheidsrechter: Dominic Byrne | F. Janssens 28' Lambert 30' (pen.), 49' (pen.) Dockx 60' |       |         | Piot; Heylens, Vandendaele, Thissen, J. Verheyen; Polleunis, Dockx, Lambert; Van Himst , F. Janssens, Thio Bondscoach: Raymond Goethals Debuut: François Janssens (Lierse SK) |

|                                                                 |               |       |                 | |
| 14 juni 1972                                                    | België        | 1 - 2 | West-Duitsland  | Opstelling België: |
| EK 1972 Bosuilstadion, Antwerpen Scheidsrechter: William Mullan | Polleunis 83' |       | 24', 71' Müller | Piot; Heylens, Vandendaele 17', Thissen, Dolmans; Semmeling, Dockx, J. Verheyen, Martens (65' Polleunis); Lambert, Van Himst Bondscoach: Raymond Goethals |

|                                                      |                           |       |               | |
| 17 juni 1972                                         | België                    | 2 - 1 | Hongarije     | Opstelling België: |
| EK 1972 Sclessin, Luik Scheidsrechter: Johan Boström | Lambert 24' Van Himst 29' |       | 50' (pen.) Kű | Piot; Heylens, Vandendaele, Thissen, Dolmans ; Dockx, J. Verheyen, Polleunis; Semmeling, Lambert, Van Himst Bondscoach: Raymond Goethals |

|                                                                      |           |       |                                | |
| 4 oktober 1972                                                       | Noorwegen | 0 - 2 | België                         | Opstelling België: |
| WK-kwalificatie Ullevaalstadion, Oslo Scheidsrechter: William Mullan |           |       | 58' (pen.) Dolmans 60' Lambert | Piot; Heylens, Thissen, Vandendaele, Dolmans (87' Martens); Dockx, J. Verheyen, Polleunis; Semmeling, Van Himst , Lambert (76' Jacques Teugels) Bondscoach: Raymond Goethals |

|                                                                       |        |       |           | |
| 19 november 1972                                                      | België | 0 - 0 | Nederland | Opstelling België: |
| WK-kwalificatie Bosuilstadion, Antwerpen Scheidsrechter: Keith Walker |        |       |           | Piot; Heylens, Vandendaele, Dewalque, Thissen ; Van Moer (80' J. Verheyen), Dockx, Martens; Semmeling, Van Himst , De Vrindt Bondscoach: Raymond Goethals |

## 1973
|                                                                                 |                            |       |                                | |
| 18 april 1973                                                                   | België                     | 3 - 0 | Duitse Democratische Republiek | Opstelling België: |
| Vriendschappelijk Olympisch Stadion, Antwerpen Scheidsrechter: Achille Verbecke | Lambert 15', 83' Dockx 75' |       |                                | Piot; Heylens, Dewalque, Vandendaele, Martens; Van Moer, Heyligen, Thissen; Semmeling (63' Dockx), Lambert, Van Himst (46' Teugels) Bondscoach: Raymond Goethals Debuut: Jos Heyligen (Beerschot VAV) |

|                                                                            |                                |       |           | |
| 31 oktober 1973                                                            | België                         | 2 - 0 | Noorwegen | Opstelling België: |
| WK-kwalificatie Stade Emile Versé, Anderlecht Scheidsrechter: Michal Jursa | Dolmans 32' (pen.), 85' (pen.) |       |           | Sanders; Bastijns, Dewalque, Van Binst (72' Van der Elst), Dolmans; Dockx, J. Verheyen, Van Himst ; F. Janssens, Van Herp (46' Lambert), J. Janssens Bondscoach: Raymond Goethals Debuut: Luc Sanders (Club Brugge), Gilbert Van Binst (RSC Anderlecht), François Van der Elst (RSC Anderlecht), Yves Van Herp (KV Mechelen) |

|                                                                            |           |       |        | |
| 18 november 1973                                                           | Nederland | 0 - 0 | België | Opstelling België: |
| WK-kwalificatie Olympisch Stadion, Amsterdam Scheidsrechter: Pavel Kazakov |           |       |        | Piot; Gilbert Van Binst (76' Desanghere), Dewalque, Vandendaele, Martens; Jean Dockx, J. Verheyen, Thissen; Semmeling, Lambert 80', Van Himst Bondscoach: Raymond Goethals Debuut: Gérard Desanghere (RWDM) |

## 1974
|                                                                                           |                                |       |        | |
| 13 maart 1974                                                                             | Duitse Democratische Republiek | 1 - 0 | België | Opstelling België: |
| Vriendschappelijk Friedrich-Ludwig-Jahn-Sportpark, Berlijn Scheidsrechter: Bohumil Kopcio | Streich 80'                    |       |        | Piot; Van Binst, Vandendaele, Broos, Martens; Van Himst , J. Verheyen, Dockx; Van der Elst, De Vrindt (84' Van Moer), F. Nicolay (73' Nicolaes) Bondscoach: Raymond Goethals Debuut: Hugo Broos (RSC Anderlecht), Francis Nicolay (FC Luik), Guido Nicolaes (Beerschot VAV) |

|                                                                |              |       |           | |
| 17 april 1974                                                  | België       | 1 - 1 | Polen     | Opstelling België: |
| Vriendschappelijk Sclessin, Luik Scheidsrechter: Adolf Mathias | Van Moer 32' |       | 67' Deyna | Piot; Van Binst, Dewalque, Vandendaele, Thissen; Van Moer (83' Nicolaes), J. Verheyen, Martens; Henrotay, Van Himst (46' Dockx), Lambert Bondscoach: Raymond Goethals Debuut: Roger Henrotay (Standard Luik) |

|                                                                               |             |       |              | |
| 1 mei 1974                                                                    | Zwitserland | 0 - 1 | België       | Opstelling België: |
| Vriendschappelijk Stade des Charmilles, Genève Scheidsrechter: Luciano Giunti |             |       | 61' Van Herp | Piot; Van Binst, Vandendaele, Dewalque, Martens; Van Himst , Van Moer, J. Verheyen (57' Jean Dockx); Henrotay, Lambert, Van Herp Bondscoach: Raymond Goethals |

|                                                                  |                                 |       |               | |
| 1 juni 1974                                                      | België                          | 2 - 1 | Schotland     | Opstelling België: |
| Vriendschappelijk De Klokke, Brugge Scheidsrechter: Klaus Ohmsen | Henrotay 22' 78' (pen.) Lambert |       | 39' Johnstone | Piot; Gilbert Van Binst, Vandendaele, Dewalque (40' Thissen), Martens; Van Moer, J. Verheyen, Henrotay (68' Cools); Van Herp, Lambert, Van Himst Bondscoach: Raymond Goethals Debuut: Julien Cools (Club Brugge) |

|                                                                             |         |       |                                        | |
| 8 september 1974                                                            | IJsland | 0 - 2 | België                                 | Opstelling België: |
| EK-kwalificatie Laugardalsvöllur, Reykjavik Scheidsrechter: Thomas Reynolds |         |       | 38' (pen.) Van Moer 87' (pen.) Teugels | Piot; Van Binst, Broos, Vandendaele, Coeck (46' Cools); Van Moer, Van Himst , J. Verheyen; Van der Elst, J. Janssens (84' Teugels), Henrotay Bondscoach: Raymond Goethals Debuut: Ludo Coeck (RSC Anderlecht) |

|                                                                      |                              |       |           | |
| 12 oktober 1974                                                      | België                       | 2 - 1 | Frankrijk | Opstelling België: |
| EK-kwalificatie Heizelstadion, Brussel Scheidsrechter: Kenneth Burns | Martens 12' Van der Elst 75' |       | 16' Coste | Piot; Van Binst, Broos, Vandendaele, Martens 76'; Van Moer, J. Verheyen, Van Himst (71' Dockx); Van der Elst, Lambert, Teugels Bondscoach: Raymond Goethals |

|                                                                        |                                |       |        | |
| 7 december 1974                                                        | Duitse Democratische Republiek | 0 - 0 | België | Opstelling België: |
| EK-kwalificatie Zentralstadion, Leipzig Scheidsrechter: Sergio Gonella |                                |       |        | Piot; Van Binst 27', Vandendaele, Broos, Martens; Dewalque 36', J. Verheyen, Van Himst (15' Van der Elst); Cools, Lambert, Teugels Bondscoach: Raymond Goethals Debuut: Julien Cools (Club Brugge) |

## 1975
|                                                                        |             |       |           | |
| 30 april 1975                                                          | België      | 1 - 0 | Nederland | Opstelling België: |
| Vriendschappelijk Bosuilstadion, Antwerpen Scheidsrechter: Jack Taylor | 78' Lambert |       |           | Piot; Gilbert Van Binst, Vandendaele, Dewalque,Caers (78' Dockx); Van Moer , Coeck, Cools; Van der Elst, Lambert, Teugels Bondscoach: Raymond Goethals Debuut: Xavier Caers (Antwerp FC) |

|                                                                      |             |       |         | |
| 6 september 1975                                                     | België      | 1 - 0 | IJsland | Opstelling België: |
| EK-kwalificatie Sclessin, Luik Scheidsrechter: Henning Lund Sørensen | Lambert 43' |       |         | Piot ; Van Binst, Broos, Dewalque, Martens; Cools, J. Verheyen (61' Coeck), Polleunis; Lambert, De Vrindt, Teugels Bondscoach: Raymond Goethals |

|                                                                              |          |       |                                | |
| 27 september 1975                                                            | België   | 1 - 2 | Duitse Democratische Republiek | Opstelling België: |
| EK-kwalificatie Stade Emile Versé, Anderlecht Scheidsrechter: Nicolae Rainea | Puis 60' |       | 50' Ducke 71' Häfner           | Piot ; Gerets, Dewalque, Vandendaele, Martens; Cools, Coeck 35', Polleunis (78' J. Janssens); Teugels, De Vrindt, Puis Bondscoach: Raymond Goethals Debuut: Eric Gerets (Standard Luik) |

|                                                                         |           |       |        | |
| 15 november 1975                                                        | Frankrijk | 0 - 0 | België | Opstelling België: |
| EK-kwalificatie Parc des Princes, Parijs Scheidsrechter: Bobby Davidson |           |       |        | Piot ; Van Binst, Vandendaele, Leekens, Dockx; Cools, Coeck, Vandereycken; Van Gool, Lambert (78' Teugels), J. Verheyen Bondscoach: Raymond Goethals Debuut: Georges Leekens (Club Brugge), René Vandereycken (Club Brugge, Roger Van Gool (Club Brugge) |

## 1976
|                                                                |                                                              |       |        | |
| 25 april 1976                                                  | Nederland                                                    | 5 - 0 | België | Opstelling België: |
| EK-kwalificatie De Kuip, Rotterdam Scheidsrechter: Jean Dubach | Rijsbergen 17' Rensenbrink 28', 58', 86' Neeskens 80' (pen.) |       |        | Piot ; Gerets, Van Binst, Leekens, Martens; J. Verheyen , Cools (46' Van der Elst ), Vandereycken; Van Gool, Lambert (81' Teugels), Coeck Bondscoach: Raymond Goethals |

|                                                                           |              |       |                     | |
| 22 mei 1976                                                               | België       | 1 - 2 | Nederland           | Opstelling België: |
| EK-kwalificatie Heizelstadion, Brussel Scheidsrechter: Alberto Michelotti | Van Gool 28' |       | 64' Rep 79' Cruijff | Pfaff; Van Binst, Renquin, Dalving, Martens 49'; R. Verheyen, Vandereycken, Cools; Van der Elst, Van Gool (66' Delesie 83'), Wellens Bondscoach: Guy Thys Debuut: Jean-Marie Pfaff (SK Beveren), Michel Renquin (Standard Luik), Bob Dalving (KSC Lokeren), René Verheyen (KSC Lokeren), Willy Wellens (RWDM), Hervé Delesie (KSV Waregem) |

|                                                                            |         |       |                  | |
| 5 september 1976                                                           | IJsland | 0 - 1 | België           | Opstelling België: |
| WK-kwalificatie Laugardalsvöllur, Reykjavik Scheidsrechter: John Carpenter |         |       | 73' Van der Elst | Piot ; Gerets, Renquin, Vandendaele, Martens; R. Verheyen, Van der Elst, Coeck; Wellens (60' Haleydt), Courant (71' Cools), Teugels Bondscoach: Guy Thys Debuut: Rudi Haleydt (KSV Waregem), Paul Courant (Club Brugge) |

|                                                             |                          |       |               | |
| 10 november 1976                                            | België                   | 2 - 0 | Noord-Ierland | Opstelling België: |
| WK-kwalificatie Sclessin, Luik Scheidsrechter: Adolf Prokop | Van Gool 28' Lambert 53' |       |               | Piot ; Gerets, Broos, Vandendaele, Renquin; Van der Elst, Coeck, Courant, Cools; Lambert, Van Gool, Bondscoach: Guy Thys |

## 1977
|                                                                          |                                |       |                 | |
| 26 januari 1977                                                          | Italië                         | 2 - 1 | België          | Opstelling België: |
| Vriendschappelijk Olympisch Stadion, Rome Scheidsrechter: Erich Linemayr | Graziani 24' Meeuws 77' (e.d.) |       | 85' (pen.) Piot | Piot ; Gerets, Broos, Vandendaele (46' Meeuws), Renquin; Cools, Courant (60' R. Verheyen), Van der Elst, Coeck; Wellens, D. Beheydt Bondscoach: Guy Thys Debuut: Walter Meeuws (Beerschot VAV), Dirk Beheydt (Cercle Brugge) |

|                                                                         |        |       |                     | |
| 26 maart 1977                                                           | België | 0 - 2 | Nederland           | Opstelling België: |
| WK-kwalificatie Bosuilstadion, Antwerpen Scheidsrechter: Sergio Gonella |        |       | 19' Rep 65' Cruijff | Piot ; Bastijns, Broos, Coeck Volders; Van der Elst, Courant, R. Verheyen, Cools; Van Gool (46' Ceulemans), Wellens Bondscoach: Guy Thys Debuut: Jos Volders (Club Brugge), Jan Ceulemans (Lierse SK) |

|                                                                           |                                                          |       |         | |
| 3 september 1977                                                          | België                                                   | 4 - 0 | IJsland | Opstelling België: |
| WK-kwalificatie Stade Emile Versé, Anderlecht Scheidsrechter: Svein Thime | Van Binst 15' Martens 20' (pen.) Courant 60' Lambert 65' |       |         | Pfaff; Van Binst, Broos, Meeuws, Martens; Cools, Van der Elst, Vandereycken; Lambert , Courant, Ceulemans Bondscoach: Guy Thys |

|                                                                            |                      |       |        | |
| 26 oktober 1977                                                            | Nederland            | 1 - 0 | België | Opstelling België: |
| WK-kwalificatie Olympisch Stadion, Amsterdam Scheidsrechter: Pat Partridge | R. van de Kerkhof 4' |       |        | Pfaff; Gerets, Broos, Thissen (46' Van der Elst), Renquin; Cools, Coeck, Meeuws, Vandereycken; Van Gool, Lambert Bondscoach: Guy Thys |

|                                                                       |                                |       |        | |
| 16 november 1977                                                      | Noord-Ierland                  | 3 - 0 | België | Opstelling België: |
| WK-kwalificatie Windsor Park, Belfast Scheidsrechter: Georges Konrath | Armstrong 42', 70' McGrath 59' |       |        | Pfaff; Gerets 43', Broos, Meeuws 61', Renquin; Cools , Coeck, Vercauteren, Mommens; Wellens, Ceulemans Bondscoach: Guy Thys Debuut: Frank Vercauteren (RSC Anderlecht), Raymond Mommens (KSC Lokeren) |

|                                                                 |        |       |               | |
| 21 december 1977                                                | België | 0 - 1 | Italië        | Opstelling België: |
| Vriendschappelijk Sclessin, Luik Scheidsrechter: Rudolf Frickel |        |       | 73' Antognoni | Pfaff; Gerets, Broos (46' Baecke), Meeuws, Renquin; Cools , Coeck, Vandereycken (46' Vercauteren); Cluytens, Cordiez (65' R. Verheyen), Dardenne Bondscoach: Guy Thys Debuut: Marc Baecke (SK Beveren), Albert Cluytens (SK Beveren), Hubert Cordiez (RWDM), Guy Dardenne (KSC Lokeren) |

## 1978
|                                                                           |            |       |            | |
| 22 maart 1978                                                             | België     | 1 - 0 | Oostenrijk | Opstelling België: |
| Vriendschappelijk Stade du Mambourg, Charleroi Scheidsrechter: Jan Keizer | Geurts 42' |       |            | Pfaff; Renquin, Broos, Meeuws, Baecke; Cools , Van der Elst, Vercauteren (46' Vandereycken); Geurts, Coeck (46' R. Verheyen), Dardenne (79' Cluytens) Bondscoach: Guy Thys Debuut: Willy Geurts (Antwerp FC) |

|                                                                                 |                                                          |       |        | |
| 19 april 1978                                                                   | Duitse Democratische Republiek                           | 0 - 0 | België | Opstelling België: |
| Vriendschappelijk Ernst Grubestadion, Maagdenburg Scheidsrechter: John Homewood | Van Binst 15' Martens 20' (pen.) Courant 60' Lambert 65' |       |        | Pfaff; Gerets, Broos, Meeuws, Renquin; Cools , Van der Elst, R. Verheyen, Coeck; Geurts, Dardenne Bondscoach: Guy Thys |

|                                                                     |          |       |            | |
| 20 september 1978                                                   | België   | 1 - 1 | Noorwegen  | Opstelling België: |
| EK-kwalificatie Daknamstadion, Lokeren Scheidsrechter: Marijan Rauš | Cools 7' |       | 64' Økland | Pfaff; Gerets (46' Van der Elst), Meeuws, Leekens, Vandereycken; Cools , Coeck, Courant (60' Geurts), R. Verheyen; Van Gool, Voordeckers Bondscoach: Guy Thys Debuut: Eddy Voordeckers (KFC Diest) |

|                                                                                 |           |       |                 | |
| 11 oktober 1978                                                                 | Portugal  | 1 - 1 | België          | Opstelling België: |
| EK-kwalificatie Estádio José Alvalade, Lissabon Scheidsrechter: Georges Konrath | Gomes 32' |       | 39' Vercauteren | Pfaff; Gerets, Meeuws, Broos, Renquin; Cools , Coeck, Vandereycken, Vercauteren; Dardenne (67' Van der Elst), Voordeckers (60' Ceulemans) Bondscoach: Guy Thys |

|                                                                                 |            |       |        | |
| 15 november 1978                                                                | Israël     | 1 - 0 | België | Opstelling België: |
| Vriendschappelijk Bloomfieldstadion, Tel Aviv Scheidsrechter: Dimitris Sarakino | Peretz 57' |       |        | Pfaff; Gerets, Broos 90', Meeuws, Renquin; Coeck (71' Voordeckers), Vandereycken, Cools , Vercauteren (57' Van der Elst); Ceulemans (88' Baecke), Dardenne Bondscoach: Guy Thys |

## 1979
|                                                                                     |                         |       |            | |
| 28 maart 1979                                                                       | België                  | 1 - 1 | Oostenrijk | Opstelling België: |
| EK-kwalificatie Stade Emile Versé, Anderlecht Scheidsrechter: Angel Franco Martínez | Vandereycken 21' (pen.) |       | 61' Krankl | Pfaff; Gerets, Broos, Meeuws, Renquin; Cools (70' Geurts), Vandereycken, Cluytens, Vercauteren; Van der Elst, J. Janssens Bondscoach: Guy Thys |

|                                                               |            |       |        | |
| 2 mei 1979                                                    | Oostenrijk | 0 - 0 | België | Opstelling België: |
| EK-kwalificatie Praterstadion, Wenen Scheidsrechter: Hilmi Ok |            |       |        | Preud'homme; Gerets, Meeuws, Broos, Renquin; Cools , Vandereycken , Van der Elst , Vercauteren; Jacobs (86' Dardenne), J. Janssens Bondscoach: Guy Thys Debuut: Michel Preud'homme (Standard Luik), Charly Jacobs (Sporting Charleroi) |

|                                                                     |             |       |                                  | |
| 12 september 1979                                                   | Noorwegen   | 1 - 2 | België                           | Opstelling België: |
| EK-kwalificatie Ullevaalstadion, Oslo Scheidsrechter: Alojzy Jarguz | Jacobsen 7' |       | 31' J. Janssens 65' Van der Elst | Pfaff; Gerets, Meeuws, L. Millecamps, Renquin ; Cools , Vandereycken, Vercauteren (76' R. Verheyen); Cluytens, Van der Elst, J. Janssens (76' Ceulemans) Bondscoach: Guy Thys Debuut: Luc Millecamps (KSV Waregem) |

|                                                                  |                |       |        | |
| 26 september 1979                                                | Nederland      | 1 - 0 | België | Opstelling België: |
| Vriendschappelijk De Kuip, Rotterdam Scheidsrechter: Clive White | Poortvliet 75' |       |        | Pfaff (77' Custers); Gerets , L. Millecamps, Garot, Renquin; Cools , Van der Elst, Vandereycken, Vercauteren (46' Dardenne); Cluytens, Ceulemans Bondscoach: Guy Thys Debuut: Theo Custers (Antwerp FC), Philippe Garot (Standard Luik) |

|                                                                     |                               |       |          | |
| 17 oktober 1979                                                     | België                        | 2 - 0 | Portugal | Opstelling België: |
| EK-kwalificatie Heizelstadion, Brussel Scheidsrechter: Ulf Eriksson | Van Moer 46' Van der Elst 56' |       |          | Custers; Gerets, Meeuws,L. Millecamps, Renquin (75' Garot); Cools , Vandereycken, Van Moer (75' R. Verheyen); Van der Elst, Ceulemans, Voordeckers Bondscoach: Guy Thys |

|                                                                        |                                 |       |           | |
| 21 november 1979                                                       | België                          | 2 - 0 | Schotland | Opstelling België: |
| EK-kwalificatie Heizelstadion, Brussel Scheidsrechter: Eldar Azim-Zade | Van der Elst 6' Voordeckers 47' |       |           | Custers; Gerets, L. Millecamps, Meeuws, Renquin; Cools ,Vandereycken, Van Moer (66' R. Verheyen); Van der Elst, Ceulemans, Voordeckers Bondscoach: Guy Thys |

|                                                                      |               |       |                                       | |
| 19 december 1979                                                     | Schotland     | 1 - 3 | België                                | Opstelling België: |
| EK-kwalificatie Hampden Park, Glasgow Scheidsrechter: Heinz Aldinger | Robertson 55' |       | 18' Vandenbergh 23', 30' Van der Elst | Custers; Gerets, L. Millecamps, Meeuws, Martens; Cools , Van Moer (49' Plessers), Vandereycken; Van der Elst, Vandenbergh (73' Dardenne), Ceulemans Bondscoach: Guy Thys Debuut: Gerard Plessers (Standard Luik), Erwin Vandenbergh (Lierse SK) |

KBVB · A-internationals · Selecties · Statistieken · Bondscoaches · Belgisch vrouwenelftal · Olympisch elftal · België U21 · België U20 · België U19 · België U18 · België U17 · België U16 · Vrouwen U19 · Vrouwen U17
Albanië ·
Algerije ·
Andorra ·
Argentinië ·
Armenië ·
Australië ·
Azerbeidzjan ·
Bosnië en Herzegovina · 
Brazilië ·
Bulgarije ·
Burkina Faso ·
Canada ·
Chili ·
Colombia ·
Costa Rica ·
Cyprus ·
DDR ·
Denemarken ·
Duitsland ·
Egypte ·
El Salvador ·
Engeland ·
Estland ·
Faeröer ·
Finland ·
Frankrijk ·
Gabon ·
Gibraltar ·
Griekenland ·
Hongarije ·
Ierland ·
IJsland ·
Irak ·
Israël ·
Italië ·
Ivoorkust ·
Japan ·
Joegoslavië ·
Kazachstan ·
Kroatië · 
Letland ·
Litouwen ·
Luxemburg ·
Malta ·
Marokko ·
Mexico ·
Montenegro · 
Nederland ·
Noord-Ierland ·
Noord-Macedonië ·
Noorwegen ·
Oekraïne ·
Oostenrijk ·
Panama · 
Paraguay ·
Peru ·
Polen ·
Portugal ·
Qatar ·
Roemenië ·
Rusland ·
San Marino ·
Saoedi-Arabië ·
Schotland ·
Servië ·
Servië en Montenegro ·
Slovenië ·
Slowakije ·
Sovjet-Unie ·
Spanje ·
Tsjechië ·
Tsjecho-Slowakije ·
Tunesië · 
Turkije · 
Uruguay · 
Verenigde Staten · 
Wales · 
Wit-Rusland ·
Zambia · 
Zuid-Korea · 
Zweden · 
Zwitserland
Algerije (2014) ·
Argentinië (2014) · 
Brazilië (2018) · 
Canada (2022) · 
Denemarken (2021) · 
Engeland (2018, 1) · 
Engeland (2018, 2) · 
Finland (2021) · 
Frankrijk (1904) ·
Frankrijk (2018) · 
Ierland (2016) · 
Italië (2016) · 
Italië (2021) · 
Japan (2018) · 
Kroatië (2022) · 
Marokko (2022) · 
Nederland (1985) · 
Panama (2018) ·
Polen (1982) · 
Portugal (2021) · 
Rusland (2014) · 
Rusland (2021) · 
Sovjet-Unie (1982) · 
Tunesië (2018) · 
Verenigde Staten (2014) ·
West-Duitsland (1980) · 
Zuid-Korea (2014)
CONMEBOL: Colombia · Ecuador

UEFA: Albanië · België · Bulgarije · Cyprus · Denemarken · West-Duitsland · Duitse Democratische Republiek · Engeland · Finland · Frankrijk · Griekenland · Hongarije · IJsland · Ierland · Italië · Joegoslavië · Luxemburg · Malta · Nederland · Noord-Ierland · Noorwegen · Oostenrijk · Polen · Portugal · Roemenië · Schotland ·  Sovjet-Unie ·  Spanje · Tsjecho-Slowakije · Turkije · Wales ·  Zweden · Zwitserland

CAF: Madagaskar AFC: Israël

UEFA: Albanië · België · Bulgarije · Cyprus · Denemarken · West-Duitsland · Duitse Democratische Republiek · Engeland · Finland · Frankrijk · Griekenland · Hongarije · Ierland · IJsland · Italië · Joegoslavië · Luxemburg · Malta · Nederland · Noord-Ierland · Noorwegen · Oostenrijk · Polen · Portugal · Roemenië · Schotland · Sovjet-Unie · Spanje · Tsjecho-Slowakije · Turkije · Wales · Zweden · Zwitserland

CAF: Madagaskar AFC: Israël